# Paraconodontida
Ordre
Synonymes
- Paraconodonta
- Westergaardodinida Lindström, 1970

Les Paraconodontida sont un ordre de conodontes primitifs apparus au Cambrien.

## Description
Les éléments sont simples, en forme de cônes. Leur composition est riche en constituants organiques, avec peu de cristaux d'apatite. La croissance se fait en lamelles épaisses, par accrétion par la base vers l'extérieur, sur le côté de la base, et, dans certains cas, vers l'intérieur de l'élément,.

## Histoire géologique
Les paraconodontes font leur apparition au cours de l'étage 2 (connu aussi en tant que Tommotien) au Cambrien inférieur.
Certaines espèces se retrouvent au début du Dévonien.

## Phylogénie
L'ordre est le taxon-frère des Euconodonta, parmi la classe des Conodonta.
L'ordre contient 2 super-familles et 3 familles:
- super-famille †Amphigeisinoidea
  - famille †Amphigeisinidae Miller, 1981
- super-famille †Furnishinoidea
  - famille †Westergaardodinidae Müller, 1959
  - famille †Furnishinidae Müller & Nogami, 1971

## Utilisation en stratigraphie
Bien que des espèces de conodontes existent dès ces époques, aucune n'est choisie pour caractériser des étages stratigraphiques du début et milieu du Cambrien.